# Kid Chameleon
Kid Chameleon är ett plattformsspel till Sega Mega Drive, släppt 1992. Spelet finns representerat i Sega Mega Drive Collection till Playstation Portable och Playstation 2 samt i Sega Mega Drive Ultimate Collection för Xbox 360 och Playstation 3. Det har också släppts till Virtual Console.
Spelaren kontrollerar Casey, eller "Kid Chameleon", en TV-spelande kille som kan använda masker för att bli olika karaktärer och därigenom få och kunna utnyttja olika förmågor. Svårighetsgraden ökar väldigt fort.

## Story
Ett nytt virtual reality-spel har kommit som alla ungdomar ville spela. Men alla har inte kommit tillbaka efter att de spelat spelet, så någon måste rädda dem, och det är "Kid Chameleon".